# ブラザービート
『ブラザービート』は、Snow Manの6枚目のシングル。2022年3月30日にMENT RECORDINGからリリース。

## リリース
デビュー3年目となる2022年の初シングルであり、初回盤A（CD+DVD）、初回盤B（CD+DVD）、そして通常盤（CDのみ）の3形態で発売。
本シングルは、エイベックス・エンタテインメントとジャニーズ事務所が共同設立した新レーベルであるMENT RECORDINGへの移籍後第1弾シングルとなる。
「ブラザービート」は、Snow Manが主演を務める映画『おそ松さん』の主題歌。映画の世界観とも共通する“わちゃわちゃ感”と、今まで無いようなラップの掛け合いで9人の個性が各所にみられるパーティーロックとなっている。“結ばれた兄弟のような仲間＝「ブラザー」”が楽曲のコンセプトであり、「結局結ばれてんだ僕らbrother.」といった歌詞だけでなく、ジャケット写真でも9人が一糸乱れず同じポージングをすることにより、楽曲の世界観を表現している。

### プロモーション
2022年2月3日に解禁された『おそ松さん』のポスタービジュアルおよび最新予告映像にて、主題歌として「ブラザービート」が使用されることが明らかになり、併せてシングルとしてのリリースも発表。また、同日放送のSnow Manがパーソナリティを務める冠ラジオ番組『不二家 presents Snow Manの素のまんま』（文化放送）にて同曲が初オンエアされた。
同月23日にはジャケット写真が公開され、同日放送のテレビ東京系『テレ東音楽祭2022春〜思わず歌いたくなる!最強ヒットソング100連発〜』にて同曲のパフォーマンスがテレビ初披露された。ジャケット写真では全員がシックな黒スーツの衣装を着用しているが、形やスタイリングはそれぞれの個性を生かしたもので、実は1人1人微妙に異なるデザインになっている。
3月2日にはMVが公開され、4日後の3月6日時点で510万回再生を突破、公開約2週間後には約900万回再生を達成した。MVは、Snow Manが共同生活をしているという設定の「Snow Man HOUSE」を舞台に、肉体派の岩本照はダンベル、美容番長の渡辺翔太は小顔ローラー、インテリ代表の阿部亮平は大量の本など、メンバーひとりの個性に合った小道具が使用されるキュートでポップなイメージシーンと、宇宙空間をワープしていく部屋の中でのダンスシーンが組み合わさった仕上がりとなっており、振付はyurinasiaが担当した。同月9日にはダンスプラクティス動画、同月18日には映画の本編映像と「ブラザービート」のミュージックビデオを織り交ぜたスペシャルPVが公開された。
12月31日、『第73回NHK紅白歌合戦』に出場し、「ブラザービート〜紅白みんなでシェー!SP〜」を歌唱した。

## 特典
初回盤A、初回盤B、通常盤初回仕様には、スリーブ仕様に加え、形態別全3種類の限定動画の視聴ができるシリアルナンバーを封入（通常盤初回仕様には26Pのフォトブックも付属）。
- CD購入者特典[34]
  - 初回盤A：A4サイズ ブラザーステッカーシート
  - 初回盤B：ブラザーマスキングテープ
  - 通常盤：A5サイズ ブラザークリアファイル

## 収録内容
クレジット出典

### CD

#### 通常盤・初回盤A
※「From Today」以降、通常盤のみ収録。
1. ブラザービート［3:25］
作詞：クボタカイ[35]　 / 作曲：クボタカイ・Taro Ishida[36] / 編曲：endeavour[36]
  - Snow Man主演 映画『おそ松さん』主題歌[17]
2. REFRESH［3:22］
作詞：KENTZ・51Black Rat / 作曲：KENTZ・Phoenix Storm・51Black Rat / 編曲：KENTZ
  - Snow Man出演 アサヒグループ食品 ミンティア「瞬感ミント打法ダンス」篇CMソング[37]

テレビCMに岩本が初めて振付[37]。「瞬感ミント打法」というキーワード[37]や清涼菓子のCMソングということから、凝縮させた動き＝「プレスダンス」が生まれた[38]。
3. From Today［3:57］
作詞：miwaflower / 作曲：MiNE・Atsushi Shimada・草川瞬 / 編曲：Atsushi Shimada
  - ラウール・渡辺翔太出演 モスバーガー「なにが変わった?」篇 CMソング[39]
4. イチバンボシ［4:18］
作詞：MORISHIN / 作曲：MORISHIN・baku /編曲：石塚知生
5. ブラザービート（Instrumental）
6. REFRESH（Instrumental）
7. From Today（Instrumental）
8. イチバンボシ（Instrumental）

#### 初回盤B
1. ブラザービート
2. From Today

### DVD

#### 初回盤A
- 「ブラザービート」Music Video
- 「REFRESH」Dance Video
- Behind The Scenes

#### 初回盤B
- 「ブラザービート」マルチアングル映像
- 「From Today」Lip Sync Video
- KILLER POKER 009

## チャート成績
初週78.8万枚を売り上げ、2022年4月11日付オリコン週間シングルランキングで初登場1位を獲得。初日のみで58.3万枚を売り上げ、46.3万枚でそれまでの今年度最高初週売上を記録していた乃木坂46の『Actually...』を上回り、今年度最高初週売上記録を更新した。その後も2022年6月20日付まで11週連続でTOP50入りをキープし、6月29日に発表された「オリコン上半期ランキング2022 作品別売上数部門」のシングルランキングにおいて、期間内売上85.9万枚で1位を獲得。嵐が2009年から2010年度で記録して以来、12年ぶりに2年連続1位を記録した。
Billboard JAPANでも、前作『Secret Touch』（初週750,618枚）を上回る初週809,082枚を売り上げて「Top Singles Sales」で首位を獲得。「JAPAN HOT 100」でもルックアップ、ラジオ、動画再生で1位となり計4冠で総合首位を獲得した。2022年11月27日までに910,751枚を売り上げ、「TOP Singles Sales of the Year 2022」で2位となった。